# Kvalifikační soutěž Středočeské 1. ligy 1927
La Kvalifikační soutěž Středočeské 1. ligy 1927 vide la vittoria finale dello Sparta.
Capocannonieri del torneo furono Antonín Puč dello Slavia Praga e Josef Šíma dello Sparta con 13 reti.

## Classifica finale
|   | Classifica        | G | V | N | P | GF | GS | Pti |
| - | ----------------- | - | - | - | - | -- | -- | --- |
| 1 | Sparta            | 7 | 6 | 1 | 0 | 33 | 6  | 13  |
| 2 | Slavia Praga      | 7 | 5 | 1 | 1 | 30 | 12 | 11  |
| 3 | Vršovice          | 7 | 3 | 2 | 2 | 14 | 15 | 8   |
| 4 | Kladno            | 7 | 3 | 1 | 3 | 18 | 26 | 7   |
| 5 | ČAFC Vinohrady    | 7 | 2 | 2 | 3 | 13 | 14 | 6   |
| 6 | Viktoria Žižkov   | 7 | 2 | 2 | 3 | 17 | 22 | 6   |
| 7 | Nuselský          | 7 | 1 | 2 | 4 | 14 | 22 | 4   |
| 8 | Meteor Praga VIII | 7 | 0 | 1 | 6 | 9  | 31 | 1   |

### Verdetti
- Sparta campione di Cecoslovacchia 1927.
- Sparta e Slavia Praga ammesse alla Coppa Mitropa 1927.
- Nuselský e Meteor Praga VIII Retrocessi.

## Statistiche

### Classifica dei marcatori
| Gol |  |  | Giocatore         | Squadra         |
| --- |  |  | ----------------- | --------------- |
| 13  |  |  | Antonín Puč       | Slavia Praga    |
| 13  |  |  | Josef Šíma        | Sparta          |
| 8   |  |  | Josef Silný       | Sparta          |
| 8   |  |  | Otto Novák        | Viktoria Žižkov |
| 6   |  |  | Jaroslav Ladman   | Kladno          |
| 6   |  |  | Václav Vaník-Váňa | Viktoria Žižkov |
| 6   |  |  | Josef Kratochvíl  | Kladno          |